# Comuna Zastuhna, Vasîlkiv
Zastuhna (în ucraineană Застугна) este o comună în raionul Vasîlkiv, regiunea Kiev, Ucraina, formată din satele Bezpeatne, Cervone, Kulibaba, Zastuhna (reședința) și Zozuli.

## Demografie
Componența lingvistică a comunei Zastuhna
     Ucraineană (97,64%)
     Rusă (2,28%)
Conform recensământului din 2001, majoritatea populației comunei Zastuhna era vorbitoare de ucraineană (97,64%), existând în minoritate și vorbitori de rusă (2,28%).